# Misha Alperin

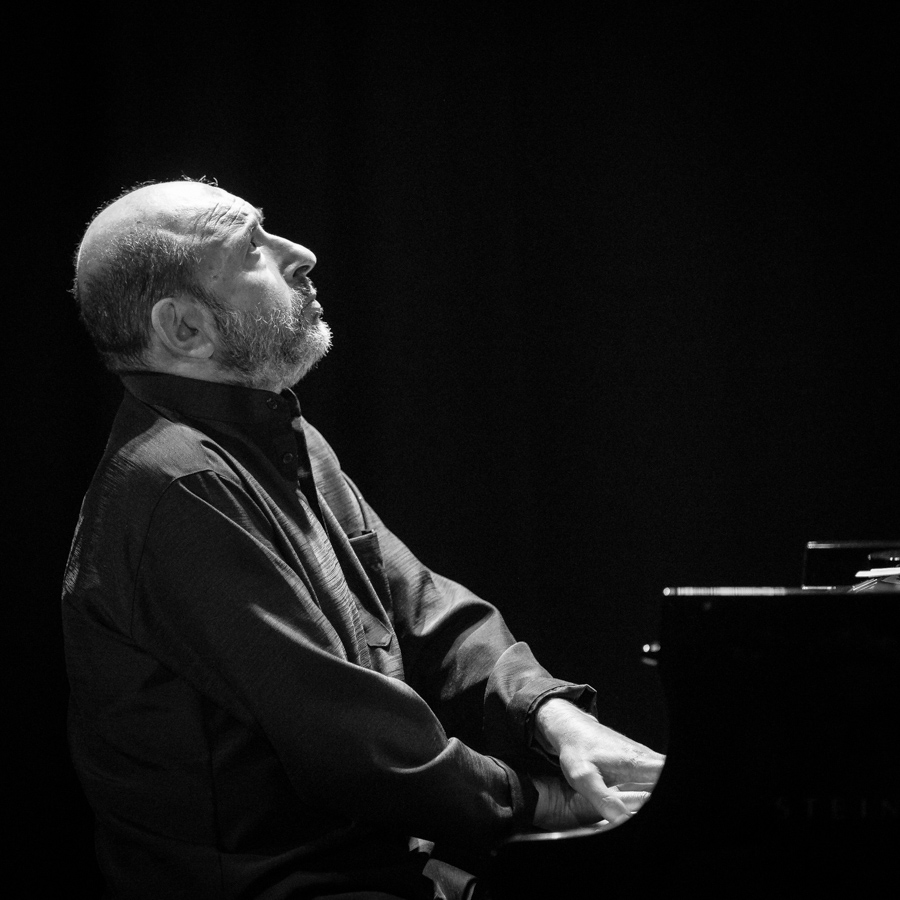
Mikhail Alperin (2017)

Michail Jefimovitsj "Misha" Alperin (Oekraïens: Михаил Ефимович Альперин of Миша Альперин) (Kamjanez-Podilskyj 7 november 1956 - Oslo, 11 mei 2018) was een Oekraïense pianist en componist.  Hij kreeg tot 1976 een opleiding binnen de klassieke muziek, maar wendde zich later tot andere genres, waarbij zijn klassieke achtergrond als basis dient.
Hij verhuisde al snel naar Bessarabië en vertrok later naar Moskou. Vanaf 2008 leefde hij in Oslo, Noorwegen en gaf daar ook les. Het rondtrekken heeft ervoor gezorgd dat zijn jazzmuziek een mengeling is geworden van Russische, Oekraïense, Moldavische, Roemeense en ook Noorse invloeden. Zijn muziek is een kruising tussen jazz, kamer- en New age-muziek.  Hij maakte niet alleen albums onder eigen naam met eigen muziek, maar trad ook met bijvoorbeeld etnische muziekgroepen (Bulgaarse koren en zangers uit Toeva).
Hij heeft ook een aantal composities op zijn naam staan die vallen onder de categorie klassieke muziek; een werk voor kinderkoor en kamerensemble, een (jazz)ballett en een concerto voor flugelhorn, piano en orkest.
Hij overleed op 61-jarige leeftijd.

## Discografie
- 1987: Self-Portrait (Melodija-Records);
- 1990: Wave of Sorrow (ECM Records);
- 1993: Blue Fiord (Jaro);
- 1996: Folk Dreams (Jaro);
- 1996: Hamburg Concert (Jaro);
- 1996: Prayer (Jaro);
- 1998: North Story (ECM);
- 1999: First Impression (ECM);
- 2000: Overture/Etude (Boheme);
- 2000: Piano (live) (Boheme);
- 2000: Portrait (Jaro);
- 2001: At Home (ECM);
- 2002: Night (ECM);
- 2004: Double Dream
- 2006: Instead of Making Children
- 2008: Her First Dance (ECM)
- 2015: Prayers and meditations (Jaro)

- Bibliothèque nationale de France: cb13930343v (data)
- Gemeinsame Normdatei: 134666216
- International Standard Name Identifier: 0000 0000 7989 4166
- Library of Congress Control Number: no97058161
- Nationale Bibliotheek van Letland: 000301943
- MusicBrainz: 38a2d94b-69e6-4700-879a-ade66459d0f6
- Nationale Bibliotheek van Tsjechië: xx0025080
- Système universitaire de documentation: 16044828X
- Virtual International Authority File: 32186252
- WorldCat: E39PBJhGXyqqH8yBx8w8TMQ6rq